# Liste der Gouverneure von Portugiesisch-Indien
Diese Liste führt die Namen der Gouverneure von Portugiesisch-Indien auf. Die Verwalter im Namen der portugiesischen Krone hatten verschiedene Titel. An Personen mit großen Verdiensten wurde der Titel des Vizekönigs vergeben. Er wurde erstmals durch König Manuel I. an Tristão da Cunha vergeben, der aber aufgrund einer zeitweiligen Blindheit das Amt nicht antreten konnte. Stattdessen wurde Francisco de Almeida der erste Vizekönig von Portugiesisch-Indien (Estado da Índia). Sein Nachfolger Afonso de Albuquerque erhielt wiederum nur den Titel des Gouverneurs. 1774 wurde der Titel des Vizekönigs offiziell abgeschafft, danach aber weiter sporadisch vergeben, bis er 1835 endgültig abgeschafft wurde.
Die Gouverneure/Vizekönige verwalteten über 200 Jahre lang von Goa (ab 1510 Hauptstadt) aus nicht nur die portugiesischen Besitzungen in Indien, sondern auch die anderen Kolonien am Indischen Ozean und Asien: Ostafrika (bis 1752), Macau, Portugiesisch-Timor und die anderen ostasiatischen Kolonien (bis 1951, mit Unterbrechung zwischen 1844 und 1883).
Der letzte portugiesische Verwalter wurde 1961 abgesetzt, als Indien die letzten portugiesischen Enklaven besetzte. Nach der Nelkenrevolution 1974 wurde die Annexion durch Portugal anerkannt.
| Amtstitel                                                       | Name | Amtszeit                  |
| --------------------------------------------------------------- | --- | ------------------------- |
| Vizekönig                                                       | Francisco de Almeida | 1505–1509                 |
| Gouverneur                                                      | Afonso de Albuquerque | 1509–1515                 |
| Gouverneur                                                      | Lopo Soares de Albergaria | 1515–1518                 |
| Gouverneur                                                      | Diogo Lopes de Sequeira | 1518–1522                 |
| Gouverneur                                                      | Duarte de Meneses | 1522–1524                 |
| Vizekönig                                                       | Vasco da Gama | 1524                      |
| Gouverneur                                                      | Henrique de Menezes | 1524–1526                 |
| Gouverneur                                                      | Lopo Vaz de Sampaio | 1526–1529                 |
| Gouverneur                                                      | Nuno da Cunha | 1529–1538                 |
| Vizekönig                                                       | Garcia de Noronha | 1538–1540                 |
| Gouverneur                                                      | Estêvão da Gama | 1540–1542                 |
| Gouverneur                                                      | Martim Afonso de Sousa | 1542–1545                 |
| Gouverneur ab 1547 Vizekönig                                    | João de Castro | 1545–1548                 |
| Gouverneur                                                      | Garcia de Sá | 1548–1549                 |
| Gouverneur                                                      | Jorge Cabral | 1549–1550                 |
| Vizekönig                                                       | Afonso de Noronha | 1550–1554                 |
| Vizekönig                                                       | Pedro de Mascarenhas | 1554–1555                 |
| Gouverneur                                                      | Francisco Barreto | 1555–1558                 |
| Vizekönig                                                       | Constantino de Bragança | 1558–1561                 |
| Vizekönig                                                       | Francisco Coutinho, Graf von Redondo | 1561–1564                 |
| Gouverneur                                                      | João de Mendonça Furtado | 1564                      |
| Vizekönig                                                       | Antão de Noronha | 1564–1568                 |
| Vizekönig                                                       | Luís de Ataíde, Graf von Atouguia Erste Amtszeit | 1568–1571                 |
| Gouverneur                                                      | António de Noronha | 1571–1573                 |
| Gouverneur                                                      | António Moniz Barreto | 1573–1576                 |
| Vizekönig                                                       | Rui Lourenço de Távora | 1576(1)                   |
| Gouverneur                                                      | Diogo de Menezes | 1576–1578                 |
| Vizekönig                                                       | Luís de Ataíde, Graf von Atouguia Zweite Amtszeit | 1578–1581                 |
| Gouverneur                                                      | Fernão Teles de Menezes | 1581                      |
| Vizekönig                                                       | Francisco de Mascarenhas | 1581–1584                 |
| Vizekönig                                                       | Duarte de Menezes | 1584–1588                 |
| Gouverneur                                                      | Manuel de Sousa Coutinho | 1588–1591                 |
| Vizekönig                                                       | Matias de Albuquerque | 1591–1597                 |
| Vizekönig                                                       | Francisco da Gama, Graf von Vidigueira Erste Amtszeit | 1597–1600                 |
| Vizekönig                                                       | Aires de Saldanha | 1600–1605                 |
| Vizekönig                                                       | Martim Afonso de Castro | 1605–1607                 |
| Gouverneur                                                      | Aleixo de Menezes, Erzbischof von Goa und Primas von Indien | 1607–1609                 |
| Gouverneur                                                      | André Furtado de Mendonça | 1609                      |
| Vizekönig                                                       | Rui Lourenço de Távora | 1609–1612                 |
| Vizekönig                                                       | Jerónimo de Azevedo | 1612–1617                 |
| Vizekönig                                                       | João Coutinho | 1617–1619                 |
| Gouverneur                                                      | Jerónimo Coutinho | 1619 (1)                  |
| Vizekönig                                                       | Afonso de Noronha | 1619 (1)                  |
| Gouverneur                                                      | Fernão de Albuquerque | 1619–1622                 |
| Vizekönig                                                       | Francisco da Gama, Graf von Vidigueira Zweite Amtszeit | 1622–1628                 |
| Vizekönig                                                       | Luís de Brito e Menezes, Bischof von Meliapor | 1628–1629                 |
| Interim-Regierungsrat                                           | Nuno Álvares Botelho, Lourenço da Cunha, Gonçalo Pinto da Fonseca | 1629                      |
| Vizekönig                                                       | Miguel de Noronha, Graf von Linhares | 1629–1635                 |
| Vizekönig                                                       | Pêro da Silva | 1635–1639                 |
| Gouverneur                                                      | António Teles de Menezes | 1639–1640                 |
| Vizekönig                                                       | João da Silva Telo e Menezes, Graf von Aveiras Erste Amtszeit | 1640–1644                 |
| Vizekönig                                                       | Filipe de Mascarenhas | 1644–1651                 |
| Vizekönig                                                       | João da Silva Telo e Menezes, Graf von Aveiras Zweite Amtszeit | 1651 (1)                  |
| Interim-Regierungsrat                                           | Francisco dos Mártires, Francisco de Melo e Castro, António de Sousa Coutinho | 1651–1652                 |
| Gouverneur                                                      | Vasco de Mascarenhas, Graf von Óbidos | 1652–1655                 |
| Gouverneur                                                      | Brás de Castro (Usurpator) | 1655                      |
| Gouverneur                                                      | Rodrigo da Silveira, Graf von Sarzedas | 1655–1656                 |
| Gouverneur                                                      | Manuel Mascarenhas Homem | 1656                      |
| Interim-Regierungsrat                                           | Manuel Mascarenhas Homem, Francisco de Melo e Castro, António de Sousa Coutinho | 1656–1661                 |
| Interim-Regierungsrat                                           | Luís de Mendonça Furtado e Albuquerque, Manuel Mascarenhas, Pedro de Lencastre | 1661                      |
| Interim-Regierungsrat                                           | Luís de Mendonça Furtado e Albuquerque, António de Melo e Castro, Pedro de Lencastre | 1661–1662                 |
| Interim-Regierungsrat                                           | Luís de Mendonça Furtado e Albuquerque, António de Melo e Castro | 14. bis 16. Dezember 1662 |
| Vizekönig                                                       | António de Melo e Castro | 1662–1666                 |
| Vizekönig                                                       | João Nunes da Cunha, Graf von São Vicente | 1666–1668                 |
| Interim-Regierungsrat                                           | António de Melo e Castro, Manuel Corte-Real de Sampaio, Luís de Miranda Henriques | 1668–1671                 |
| Vizekönig                                                       | Luís de Mendonça Furtado e Albuquerque, Graf von Lavradio | 1671–1676                 |
| Vizekönig                                                       | Pedro de Almeida Portugal | 1676–1678                 |
| Interim-Regierungsrat                                           | António Brandão, Erzbischof von Goa und Primas von Indien, António Pais de Sande | 1678                      |
| Interim-Gouverneur                                              | António Brandão, Erzbischof von Goa und Primas von Indien | 1678–1681                 |
| Vizekönig                                                       | Francisco de Távora, Graf von Alvor | 1681–1686                 |
| Gouverneur                                                      | Rodrigo da Costa | 1686–1690                 |
| Gouverneur                                                      | Miguel de Almeida | 1690–1691                 |
| Interim-Regierungsrat                                           | Fernando Martins de Mascarenhas de Lencastre, Luís Gonçalves Cota | 1691                      |
| Interim-Regierungsrat                                           | Fernando Martins de Mascarenhas de Lencastre, Agostinho da Anunciação, Erzbischof von Goa und Primas von Indien | 1691–1692                 |
| Vizekönig                                                       | Pedro António de Noronha de Albuquerque, Graf von Vila Verde und Marquês von Angeja | 1692–1697                 |
| Vizekönig                                                       | António Luís Gonçalves da Câmara Coutinho, Graf von Vila Verde | 1697–1701                 |
| Interim-Regierungsrat                                           | Agostinho da Anunciação, Erzbischof von Goa und Primas von Indien, Vasco Lima Coutinho | 1701–1702                 |
| Vizekönig                                                       | Caetano de Melo e Castro | 1702–1707                 |
| Vizekönig                                                       | Rodrigo da Costa | 1707–1712                 |
| Vizekönig                                                       | Vasco Fernandes César de Menezes | 1712–1717                 |
| Gouverneur                                                      | Sebastião de Andrade Pessanha | 1717                      |
| Vizekönig                                                       | Luís Carlos Inácio Xavier de Meneses, Graf von Ericeira und Marquês von Louriçal Erste Amtszeit | 1717–1720                 |
| Vizekönig                                                       | Francisco José de Sampaio e Castro | 1720–1723                 |
| Interim-Gouverneur                                              | Cristóvão de Melo | 1723                      |
| Interim-Regierungsrat                                           | Cristóvão de Melo, Inácio de Santa Teresa, Erzbischof von Goa und Primas von Indien, Cristóvão Luís de Andrade | 1723–1725                 |
| Gouverneur                                                      | João de Saldanha da Gama | 1725–1732                 |
| Interim-Regierungsrat                                           | Inácio de Santa Teresa, Erzbischof von Goa und Primas von Indien, Cristóvão de Melo, Tomé Gomes Moreira | 1732                      |
| Vizekönig                                                       | Pedro de Mascarenhas, Graf von Sandomil | 1732–1740                 |
| Vizekönig                                                       | Luís Carlos Inácio Xavier de Meneses, Graf von Ericeira und Marquês von Louriçal Zweite Amtszeit | 1740–1742                 |
| Interim-Regierungsrat                                           | Francisco de Vasconcelos, Lourenço de Noronha, Luís Caetano de Almeida | 1742–1744                 |
| Vizekönig                                                       | Pedro Miguel de Almeida Portugal e Vasconcelos, Graf von Assumar, Marquês von Castelo Novo und von Alorna | 1744–1750                 |
| Vizekönig                                                       | Francisco de Assis de Távora, Marquês von Távora | 1750–1754                 |
| Vizekönig                                                       | Luís Mascarenhas, Graf von Alva | 1754–1756                 |
| Interim-Regierungsrat                                           | António Taveira da Neiva Brum da Silvira, Erzbischof von Goa und Primas von Indien, João de Mesquita Matos Teixeira, Filipe de Valadares Sotomaior, Gouverneur von Damão                                                                                                | 1756–1757                 |
| Interim-Gouverneur                                              | António Taveira da Neiva Brum da Silvira, Erzbischof von Goa und Primas von Indien | 1757–1758                 |
| Vizekönig                                                       | Manuel de Saldanha e Albuquerque Graf von Ega | 1758–1765                 |
| Interim-Regierungsrat                                           | António Taveira da Neiva Brum da Silvira, Erzbischof von Goa und Primas von Indien, João Baptista Vaz Pereira, João José de Melo, königlicher Finanzminister | 1765–1768                 |
| Gouverneur und Generalkapitän von Indien                        | João José de Melo | 1768–1774                 |
| Interim-Gouverneur                                              | Filipe Valadares Sotomaior | 1774                      |
| Gouverneur und Generalkapitän von Indien                        | José Pedro da Câmara | 1774–1779                 |
| Gouverneur und Generalkapitän von Indien                        | Frederico Guilherme de Sousa Holstein | 1779–1786                 |
| Gouverneur und Generalkapitän von Indien                        | Francisco da Cunha e Menezes | 1786–1794                 |
| Gouverneur und Generalkapitän von Indien                        | Francisco António da Veiga Cabral da Câmara Pimentel, Visconde von Mirandela | 1794–1806                 |
| Vizekönig und Generalkapitän von Indien                         | Bernardo José Maria da Silveira e Lorena, Graf von Sarzedas | 1806–1816                 |
| Vizekönig und Generalkapitän von Indien                         | Diogo de Sousa, Graf von Rio Pardo | 1816–1821                 |
| Provisorische Ratsversammlung der Regierung des Estado da Índia | Manuel José Gomes Loureiro, Manuel Godinho Mira, Joaquim Manuel Correia da Silva e Gama, Gonçalo de Magalhães Teixeira Pinto, Manuel Duarte Leitão | 1821                      |
| Provisorische Ratsversammlung der Regierung des Estado da Índia | Manuel da Câmara, Frei de São Tomás de Aquino, António José de Melo Sotomaior Teles, João Carlos Leal, António José de Lima Leitão | 1821–1822                 |
| Provisorische Ratsversammlung der Regierung des Estado da Índia | Manuel da Câmara, Frei de São Tomás de Aquino, António José de Melo Sotomaior Teles, João Carlos Leal, Joaquim Mourão Garcez Palha | 1822–1823                 |
| Vizekönig und Generalkapitän von Indien                         | Manuel da Câmara (Ratsversammlung aufgelöst und Regierung übernommen) | 1823–1825                 |
| Regierungsrat vom Estado da Índia                               | Manuel de São Galdino, Cândido José Mourão Garcês Palha, António Ribeiro de Carvalho | 1825–1826                 |
| Gouverneur und Generalkapitän von Indien                        | Manuel Francisco de Portugal e Castro | 1826–1830                 |
| Vizekönig und Generalkapitän von Indien                         | Manuel Francisco de Portugal e Castro | 1826–1835                 |
| Gouverneur                                                      | Bernardo Peres da Silva Erste Amtszeit (Der einzige einer einheimischen Ethnie angehörige Gouverneur des Estado da India) | 1835                      |
| Gouverneur                                                      | Manuel Francisco de Portugal e Castro | 1835                      |
| Gouverneur                                                      | Manuel Correia da Silva e Gama | 1835                      |
| Conselho de Governo do Estado da Índia                          | João Casimiro Pereira da Rocha de Vasconcelos, Manuel José Ribeiro, Frei Constantino de Santa Rita, João Cabral de Estefique, António Maria de Melo, Joaquim António de Morais Carneiro, António Mariano de Azevedo, José António de Lemos (ab 1836 auf Goa beschränkt) | 1835–1837                 |
| Gouverneur                                                      | Bernardo Peres da Silva 2. Amtszeit, Regierungsgewalt nur über Damão und Diu; eine provisorische Ratsversammlung führte die Regierung in Goa | 1836–1837                 |
| Gouverneur                                                      | Simão Infante de Lacerda de Sousa Tavares, Baron von Sabroso (Wiederherstellung der Einheit des Estado da Índia) | 1837–1839                 |
| Gouverneur                                                      | José António Vieira da Fonseca | 1839                      |
| Gouverneur                                                      | Manuel José Mendes, Baron von Candal | 1839–1840                 |
| Conselho de Governo do Estado da Índia                          | José António Vieira da Fonseca, José Câncio Freire de Lima, António João de Ataíde, Domingos José Mariano Luís, José da Costa Campos, Caetano de Sousa e Vasconcelos | 1840                      |
| Interim-Gouverneur                                              | José Joaquim Lopes de Lima | 1840–1842                 |
| Conselho de Governo do Estado da Índia                          | António Ramalho de Sá, António José de Melo Sotomaior Teles, António João de Ataíde, José da Costa Campos, Caetano de Sousa e Vasconcelos | 1842                      |
| Gouverneur                                                      | Francisco Xavier da Silva Pereira, Graf von Antas | 1842–1843                 |
| Gouverneur                                                      | Joaquim Mourão Garcês Palha | 1843–1844                 |
| Gouverneur                                                      | José Ferreira Pestana, Erste Amtszeit | 1844–1851                 |
| Gouverneur                                                      | José Joaquim Januário Lapa, Visconde von Vila Nova de Ourém | 1851–1855                 |
| Conselho de Governo do Estado d Índia                           | Joaquim de Santa Rita Botelho, Erzbischof von Goa und Primas von Indien, Luís da Costa Campos, Francisco Xavier Peres, Bernardo Heitor da Silva e Lorena, Vítor Anastácio Mourão Garcês Palha                                                                           | 1855                      |
| Gouverneur                                                      | António César de Vasconcelos Correia, Graf von Torres Novas | 1855–1864                 |
| Gouverneur                                                      | José Ferreira Pestana Zweite Amtszeit | 1864–1870                 |
| Gouverneur                                                      | Januário Correia de Almeida, Graf von São Januário | 1870–1871                 |
| Gouverneur                                                      | Joaquim José Macedo e Couto | 1871–1875                 |
| Gouverneur                                                      | João Tavares de Almeida | 1875–1877                 |
| Conselho de Governo do Estado d Índia                           | Aires de Ornelas e Vasconcelos, Erzbischof von Goa und Primas von Indien, João Caetano da Silva Campos, Francisco Xavier Soares da Veiga, Eduardo Augusto de Sá Nogueira Pinto Balsemão                                                                                 | 1877                      |
| Gouverneur                                                      | António Sérgio de Sousa | 1877–1878                 |
| Conselho de Governo do Estado d Índia                           | Aires de Ornelas e Vasconcelos, Erzbischof von Goa und Primas von Indien, João Caetano da Silva Campos, Francisco Xavier Soares da Veiga, António Sérgio de Sousa Júnior                                                                                                | 1878                      |
| Gouverneur                                                      | Caetano Alexandre de Almeida e Albuquerque | 1878–1882                 |
| Gouverneur                                                      | Carlos Eugénio Correia da Silva, Visconde von Paço d’Arcos | 1882–1886                 |
| Conselho de Governo do Estado d Índia                           | António Sebastião Valente, Erzbischof von Goa und Patriarch von Ostindien, José de Sá Coutinho, José Inácio de Brito, José Maria Teixeira Guimarães | 1886                      |
| Gouverneur                                                      | Francisco Joaquim Ferreira do Amaral | 1886 (1)                  |
| Conselho de Governo do Estado d Índia                           | António Sebastião Valente, Erzbischof von Goa und Patriarch von Ostindien, José de Sá Coutinho, José Inácio de Brito, José Maria Teixeira Guimarães | 1886                      |
| Gouverneur                                                      | Augusto César Cardoso de Carvalho | 1886–1889                 |
| Interim-Gouverneur                                              | Joaquim Augusto Mouzinho de Albuquerque | 1889                      |
| Conselho de Governo do Estado d Índia                           | António Sebastião Valente, Erzbischof von Goa und Patriarch von Ostindien, Joaquim Borges de Azevedo Enes, José Inácio de Brito, Joaquim Augusto Mouzinho de Albuquerque                                                                                                | 1889                      |
| Gouverneur                                                      | Vasco Guedes de Carvalho e Menezes | 1889–1891                 |
| Gouverneur                                                      | Francisco Maria da Cunha | 1891                      |
| Interim-Gouverneur                                              | João Manuel Correia Taborda Erste Amtszeit | 1891–1892                 |
| Conselho de Governo do Estado d Índia                           | António Sebastião Valente, Erzbischof von Goa und Patriarch von Ostindien, Luís Fisher Berquó Falcão, Raimundo Maria Correia Mendes, João Manuel Correia Taborda | 1892                      |
| Gouverneur                                                      | Francisco Teixeira da Silva | 1892–1893                 |
| Conselho de Governo do Estado d Índia                           | Luís Poças Falcão, Raimundo Maria Correia Mendes, João Manuel Correia Taborda | 1893                      |
| Gouverneur                                                      | Rafael Jácome de Andrade Erste Amtszeit | 1893–1894                 |
| Interim-Gouverneur                                              | João Manuel Correia Taborda Zweite Amtszeit | 1894                      |
| Conselho de Governo do Estado da Índia                          | António Sebastião Valente, Erzbischof von Goa und Patriarch von Ostindien, Francisco António Ochoa, Luís Carneiro de Sousa e Faro, João Manuel Correia Taborda | 1894                      |
| Gouverneur                                                      | Elesbão José de Bettencourt Lapa, Visconde von Vila Nova de Ourém | 1894–1895                 |
| Gouverneur                                                      | Rafael Jácome de Andrade Zweite Amtszeit | 1895–1896                 |
| Vizekönig                                                       | Prinz Afonso Henriques de Bragança, Herzog von Porto | 1896                      |
| Interim-Gouverneur                                              | João António de Brissac das Neves Ferreira | 1896–1897                 |
| Interim-Gouverneur                                              | João Manuel Correia Taborda 3. Amtszeit | 1897                      |
| Conselho de Governo do Estado da Índia                          | António Sebastião Valente, Erzbischof von Goa und Patriarch von Ostindien, Francisco António Ochoa, João de Melo Sampaio, João Manuel Correia Taborda | 1897                      |
| Conselho de Governo do Estado da Índia                          | António Sebastião Valente, Erzbischof von Goa und Patriarch von Ostindien, Abel Augusto Correia do Pinto, João de Melo Sampaio , João Manuel Correia Taborda | 1897                      |
| Gouverneur                                                      | Joaquim José Morgado | 1897–1900                 |
| Gouverneur                                                      | Eduardo Augusto Rodrigues Galhardo | 1900–1905                 |
| Conselho de Governo do Estado d Índia                           | António Sebastião Valente, Erzbischof von Goa und Patriarch von Ostindien, Alfredo Mendonça David, José Emílio Santana da Cunha Castel-Branco, Francisco Maria Peixoto Vieira                                                                                           | 1905                      |
| Gouverneur                                                      | Arnaldo de Novais Guedes Rebelo | 1905–1907                 |
| Conselho de Governo do Estado d Índia                           | Bernardo Nunes Garcia, César Augusto Rancon, Francisco Maria Peixoto Vieira | 1907                      |
| Gouverneur                                                      | José Maria de Sousa Horta e Costa | 1907–1910                 |
| Generalgouverneur                                               | Francisco Manuel Couceiro da Costa | 1910–1917                 |
| Interim-Generalgouverneur                                       | Francisco Maria Peixoto Vieira Erste Amtszeit | 1917                      |
| Conselho de Governo do Estado da Índia                          | Francisco Peixoto de Oliveira e Silva, Francisco Wolfgango da Silva, Francisco Maria Peixoto Vieira | 1917                      |
| Generalgouverneur                                               | José de Freitas Ribeiro | 1917–1919                 |
| Interim-Generalgouverneur                                       | Augusto de Paiva Bobela da Mota | 1919–1920                 |
| Generalgouverneur                                               | Jaime Alberto de Castro Morais | 1920–1925                 |
| Interim-Generalgouverneur                                       | Francisco Maria Peixoto Vieira Zweite Amtszeit | 1925                      |
| Generalgouverneur                                               | Mariano Martins | 1925–1926                 |
| Interim-Generalgouverneur                                       | Tito de Morais | 1926                      |
| Interim-Generalgouverneur                                       | Acúrcio Mendes da Rocha Dinis | 1926–1927                 |
| Generalgouverneur                                               | Francisco Massano de Amorim | 1927–1929                 |
| Interim-Generalgouverneur                                       | Acúrcio Mendes da Rocha Dinis | 1929                      |
| Generalgouverneur                                               | Alfredo Pedro de Almeida | 1929–1930                 |
| Generalgouverneur                                               | João Carlos Craveiro Lopes | 1930–1936                 |
| Interim-Generalgouverneur                                       | Francisco Higino Craveiro Lopes | 1936–1938                 |
| Generalgouverneur                                               | José Ricardo Pereira Cabral | 1938–1945                 |
| Interim-Generalgouverneur                                       | Paulo Bernard Guedes | 1945–1946                 |
| Generalgouverneur                                               | José Silvestre Ferreira Bossa | 1946–1947                 |
| Interim-Generalgouverneur                                       | José Alves Ferreira | 1947–1948                 |
| Generalgouverneur                                               | Fernando Quintanilha e Mendonça Dias | 1948–1952                 |
| Generalgouverneur                                               | Paulo Bernard Guedes | 1952–1958                 |
| Generalgouverneur                                               | Manuel António Vassalo e Silva | 1958–1961                 |